# Alessio d'Assia-Philippsthal-Barchfeld
Alessio Guglielmo Ernesto d'Assia-Philippsthal-Barchfeld (Burgsteinfurt, 13 settembre 1829 – Herleshausen, 16 agosto 1905) fu langravio d'Assia-Philippsthal-Barchfeld dal 1854 al 1866.

## Biografia

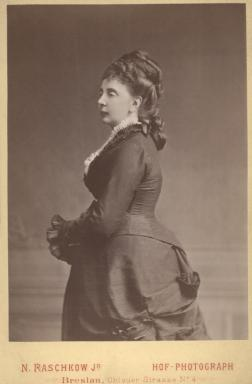
Luisa di Prussia, moglie di Alessio d'Assia-Philippsthal-Barchfeld

Alessio era figlio di Carlo d'Assia-Philippsthal-Barchfeld e della sua seconda moglie, Sofia di Bentheim e Steinfurt, figlia del principe Luigi di Bentheim e Steinfurt. Nel 1854, succedette al padre come langravio d'Assia-Philippsthal-Barchfeld.
Già da giovane Alessio era entrato nell'esercito prussiano ove aveva ottenuto il rango di generale di cavalleria à la suite.
Dopo la vittoria della guerra austro-prussiana, nel 1866 il Regno di Prussia annetté ai suoi domini parte dell'Assia e quindi anche il piccolo langraviato d'Assia-Philippsthal-Barchfeld. Alessio ricevette come compensazione per la perdita dei domini subiti una pensione di 300 000 marchi, ai castelli di Hanau, Rotenburg e Schönfeld, l'inclusione come cavaliere nell'Ordine dell'Aquila Nera e nella Camera dei signori di Prussia.
Il 27 giugno 1854 Alessio sposò a Charlottenburg la principessa Luisa (1829-1901), figlia del principe Carlo di Prussia. La coppia ben presto divorziò il 6 marzo 1861 e non ebbe figli. Alla sua morte, gli succedette come capo della casa d'Assia-Philippsthal-Barchfeld il figlio di suo fratello Guglielmo, Clodoveo (1876–1954).

## Ascendenza
|                                                                     |                                               |                                                            | Genitori                                                        |  |  | Nonni |  |  | Bisnonni                                    |  |  | Trisnonni                        |  |
|                                                                     |                                               |                                                            |                                                                 |  |  |       |  |  | 8. Guglielmo d'Assia-Philippsthal-Barchfeld |  |  | 16. Filippo d'Assia-Philippsthal |  |
|                                                                     |                                               |                                                            |                                                                 |  |  |       |  |  | 8. Guglielmo d'Assia-Philippsthal-Barchfeld |  |  | 16. Filippo d'Assia-Philippsthal |  |
|                                                                     |                                               | 17. Caterina Amalia di Solms-Laubach                       |                                                                 |  |  |       |  |  | 8. Guglielmo d'Assia-Philippsthal-Barchfeld |  |  |                                  |  |
| 4. Adolfo d'Assia-Philippsthal-Barchfeld                            |                                               |                                                            |                                                                 |  |  |       |  |  | 8. Guglielmo d'Assia-Philippsthal-Barchfeld |  |  |                                  |  |
|                                                                     |                                               | 9. Carlotta Guglielmina di Anhalt-Bernburg-Schaumburg-Hoym | 18. Lebrecht di Anhalt-Zeitz-Hoym                               |  |  |       |  |  |                                             |  |  |                                  |  |
|                                                                     |                                               | 9. Carlotta Guglielmina di Anhalt-Bernburg-Schaumburg-Hoym | 18. Lebrecht di Anhalt-Zeitz-Hoym                               |  |  |       |  |  |                                             |  |  |                                  |  |
|                                                                     |                                               | 9. Carlotta Guglielmina di Anhalt-Bernburg-Schaumburg-Hoym | 19. Eberardina Giacoma di Weede                                 |  |  |       |  |  |                                             |  |  |                                  |  |
| 2. Carlo d'Assia-Philippsthal-Barchfeld                             |                                               | 9. Carlotta Guglielmina di Anhalt-Bernburg-Schaumburg-Hoym |                                                                 |  |  |       |  |  |                                             |  |  |                                  |  |
|                                                                     |                                               | 10. Antonio Ulrico di Sassonia-Meiningen                   | 20. Bernardo I di Sassonia-Meiningen                            |  |  |       |  |  |                                             |  |  |                                  |  |
|                                                                     |                                               | 10. Antonio Ulrico di Sassonia-Meiningen                   | 20. Bernardo I di Sassonia-Meiningen                            |  |  |       |  |  |                                             |  |  |                                  |  |
|                                                                     |                                               | 10. Antonio Ulrico di Sassonia-Meiningen                   | 21. Elisabetta Eleonora di Brunswick-Wolfenbüttel               |  |  |       |  |  |                                             |  |  |                                  |  |
| 5. Luisa di Sassonia-Meiningen                                      |                                               | 10. Antonio Ulrico di Sassonia-Meiningen                   |                                                                 |  |  |       |  |  |                                             |  |  |                                  |  |
|                                                                     |                                               | 11. Carlotta Amalia d'Assia-Philippsthal                   | 22. Carlo I d'Assia-Philippsthal                                |  |  |       |  |  |                                             |  |  |                                  |  |
|                                                                     |                                               | 11. Carlotta Amalia d'Assia-Philippsthal                   | 22. Carlo I d'Assia-Philippsthal                                |  |  |       |  |  |                                             |  |  |                                  |  |
|                                                                     |                                               | 11. Carlotta Amalia d'Assia-Philippsthal                   | 23. Carolina Cristina di Sassonia-Eisenach                      |  |  |       |  |  |                                             |  |  |                                  |  |
| 1. Alessio d'Assia-Philippsthal-Barchfeld                           |                                               | 11. Carlotta Amalia d'Assia-Philippsthal                   |                                                                 |  |  |       |  |  |                                             |  |  |                                  |  |
|                                                                     | 12. Carlo Paolo Ernesto di Bentheim-Steinfurt | 24. Federico di Bentheim e Steinfurt                       |                                                                 |  |  |       |  |  |                                             |  |  |                                  |  |
|                                                                     | 12. Carlo Paolo Ernesto di Bentheim-Steinfurt | 24. Federico di Bentheim e Steinfurt                       |                                                                 |  |  |       |  |  |                                             |  |  |                                  |  |
|                                                                     | 12. Carlo Paolo Ernesto di Bentheim-Steinfurt | 25. Francesca Carlotta di Lippe-Detmold                    |                                                                 |  |  |       |  |  |                                             |  |  |                                  |  |
| 6. Luigi di Bentheim e Steinfurt                                    | 12. Carlo Paolo Ernesto di Bentheim-Steinfurt |                                                            |                                                                 |  |  |       |  |  |                                             |  |  |                                  |  |
|                                                                     |                                               | 13. Carlotta Sofia di Nassau-Siegen                        | 26. Federico Guglielmo II di Nassau-Siegen                      |  |  |       |  |  |                                             |  |  |                                  |  |
|                                                                     |                                               | 13. Carlotta Sofia di Nassau-Siegen                        | 26. Federico Guglielmo II di Nassau-Siegen                      |  |  |       |  |  |                                             |  |  |                                  |  |
|                                                                     |                                               | 13. Carlotta Sofia di Nassau-Siegen                        | 27. Sofia Polissena di Sayn-Wittgenstein und Hohenstein         |  |  |       |  |  |                                             |  |  |                                  |  |
| 3. Sofia di Bentheim e Steinfurt                                    |                                               | 13. Carlotta Sofia di Nassau-Siegen                        |                                                                 |  |  |       |  |  |                                             |  |  |                                  |  |
|                                                                     |                                               | 14. Federico di Schleswig-Holstein-Sonderburg-Glücksburg   | 28. Filippo Ernesto di Schleswig-Holstein-Sonderburg-Glücksburg |  |  |       |  |  |                                             |  |  |                                  |  |
|                                                                     |                                               | 14. Federico di Schleswig-Holstein-Sonderburg-Glücksburg   | 28. Filippo Ernesto di Schleswig-Holstein-Sonderburg-Glücksburg |  |  |       |  |  |                                             |  |  |                                  |  |
|                                                                     |                                               | 14. Federico di Schleswig-Holstein-Sonderburg-Glücksburg   | 29. Cristina di Sassonia-Eisenberg                              |  |  |       |  |  |                                             |  |  |                                  |  |
| 7. Giuliana Guglielmina di Schleswig-Holstein-Sonderburg-Glücksburg |                                               | 14. Federico di Schleswig-Holstein-Sonderburg-Glücksburg   |                                                                 |  |  |       |  |  |                                             |  |  |                                  |  |
|                                                                     |                                               | 15. Enrichetta Augusta di Lippe-Detmold                    | 30. Simone Enrico Adolfo di Lippe-Detmold                       |  |  |       |  |  |                                             |  |  |                                  |  |
|                                                                     |                                               | 15. Enrichetta Augusta di Lippe-Detmold                    | 30. Simone Enrico Adolfo di Lippe-Detmold                       |  |  |       |  |  |                                             |  |  |                                  |  |
|                                                                     |                                               | 15. Enrichetta Augusta di Lippe-Detmold                    | 31. Giovanna Guglielmina di Nassau-Idstein                      |  |  |       |  |  |                                             |  |  |                                  |  |
|                                                                     |                                               | 15. Enrichetta Augusta di Lippe-Detmold                    |                                                                 |  |  |       |  |  |                                             |  |  |                                  |  |